# Ejército del Septentrión
El Ejército del Septentrión fue un ejército que operó en un extenso territorio de Nicaragua que abarcó los actuales departamentos de Matagalpa, Jinotega y Nueva Segovia, Madriz y Estelí.

## Historia
El combate de la hacienda "San Jacinto" el 14 de septiembre de 1856 fue el resultado de seis meses de resistencia al filibusterismo del “Ejército del Septentrión”, organizado en los llanos de Chontales y el norte del país por los jefes, oficiales y tropas fieles al Presidente legitimista José María Estrada, quienes declararon en Matagalpa, el 20 de abril de 1856, estar dispuestos “a sostener, hasta derramar la última gota de sangre, la independencia nacional.”
La ciudad de Matagalpa fue la Capital provisional de Nicaragua cuando se constituyó el gobierno Provisional. De allí partieron las dos comisiones negociadoras consideradas como las más importantes de la historia del país, una encabezada por el general Tomás Martínez, para unir a las fuerzas patrióticas y luchar juntos contra el invasor. Las comisiones negociadoras culminaron satisfactoriamente el 12 de septiembre de 1856 y la otra que se dedicó a la formación del Ejército del Septentrión, donde el coronel José Dolores Estrada Vado fue encomendado para defender la entrada a Matagalpa.
Muy poco se habla del mencionado Ejército del Septentrión, y hasta sus propios generales hablaron muy poco después de la victoria contra William Walker, a pesar de que los 800 hombres que lo formaron fueron organizados en Matagalpa.
Entonces fue cuando elaboraron el plan de la defensa nacional y la derrota del filibustero junto a los vendepatria que los habían traído, pero fue este Ejército del Septentrión, formado por mestizos, campesinos e indios del Norte de Nicaragua, que encabezó la derrota del yankee, ya que no sólo combatieron en la Hacienda San Jacinto, sino en Masaya, Granada y Rivas, donde también estuvieron los indios flecheros de Matagalpa.

## Los 60 indios
Los indios matagalpas fueron muy aguerridos y en 1845, unos 400 arqueros combatieron en la defensa y en pro de liberar la ciudad de León de la ocupación de las fuerzas salvadoreñas y hondureñas al mando del general salvadoreño Francisco Malespín, pero por el maltrato que recibieron de parte del gobierno democrático de José León Sandoval se unieron a los granadinos.
Aunque los indígenas matagalpas lucharon en la Guerra Nacional (1856-1857) con el fin de expulsar a los filibusteros del país, además de salvar su territorio que estaba siendo vendido en dos millones de dólares y con miras de ser convertidos en esclavos, se apegaron a los legitimistas, que al final fue una guerra centroamericana y patriótica, lo que fue honor y orgullo para el pueblo indígena matagalpa.
Años más tarde, los gobiernos conservadores que gobernaron el país por más de 30 años se olvidaron de la participación de los indígenas en la guerra contra Walker y comenzó la persecución y expropiación de las tierras indígenas para la expansión cafetalera. Esto provocó dos levantamientos indígenas en 1881, uno contra el prefecto de apellido Cuadra del gobierno conservador presidido por Joaquín Zavala, el 30 de marzo, y el segundo en agosto del mismo año, donde participaron unos dos mil indígenas que fueron masacrados, 400 de ellos por las fuerzas conservadoras.